# زلنودل
زلنودل (به بلغاری: Zelenodol) روستایی در بلغارستان است که در شهرستان بلاگووگراد واقع شده‌است. زلنودل ۷٫۰۴۴ کیلومتر مربع مساحت و ۲۳۴ نفر جمعیت دارد و ۴۸۰ متر بالاتر از سطح دریا واقع شده‌است.